# 友部サービスエリア
友部サービスエリア（ともべサービスエリア）は、茨城県笠間市長兎路にある、常磐自動車道のサービスエリア。友部SAスマートインターチェンジを併設する。

## 概要
上下線共にスマートインターチェンジが設けられている。
2010年12月15日に大規模な改修工事を行い、『ドラマチックエリア友部』としてリニューアルオープンした。外観は武家屋敷をモチーフにし、室内は蔵をイメージしている。

## 施設
括弧内は運営企業・店舗名などおよび営業時間。
トイレ情報はから引用

### 上り線（東京方面）
- 駐車場
  - 大型 69台
  - 小型 238台
- トイレ
  - 男性 大10（和式2・洋式8）・小30
  - 女性 61（和式11・洋式50）
    - 同伴の男児用 5

  - 車椅子用 2

男女トイレにオストメイト対応トイレあり
- ガソリンスタンド（ENEOS（(株)宇田川コーポレーション）、24時間）
  - 以前は常総コスモ石販(株)(コスモ石油)→宇田川石油(株)が運営していた。
- 給電スタンド（24時間）
- スナック（東武食品サービス、24時間）
- ショッピング（24時間）
- スターバックス（午前7時 - 午後9時）
- 自動販売機
- インフォメーション・FAXサービス（平日は午前9時 - 午後6時、土休日は午前9時 - 午後7時）
- 郵便ポスト（友部郵便局）
- スマートインターチェンジ
  - IC入口を利用する場合はガソリンスタンドのみ利用できる[4]。
  - IC出口を利用する場合はガソリンスタンドのみ利用できない[4]。

### 下り線（水戸・いわき方面）
- 駐車場
  - 大型 50台
  - 小型 276台
- トイレ
  - 男性 大18（和式2・洋式8）・小30
  - 女性　59（和式11・洋式48）
    - 同伴の男児用 5

  - 車椅子用 2

男女トイレにオストメイト対応トイレあり
- ガソリンスタンド（ENEOS（(株)宇田川コーポレーション）、24時間）
  - 以前は宇田川石油(株)が運営していた。
- 給電スタンド（24時間）
- レストラン（常盤観光、午前7時 - 午後9時）
- スナック（24時間）
- ショッピング（24時間）
- スターバックス（午前7時 - 午後9時）
- 自動販売機
- インフォメーション・FAXサービス（平日は午前9時 - 午後6時、土休日は午前8時 - 午後6時）
- 郵便ポスト（友部郵便局）
- スマートインターチェンジ
  - IC入口を利用する場合はガソリンスタンドのみ利用できる[4]。
  - IC出口を利用する場合はガソリンスタンドのみ利用できない[4]。

なお、高速道路を利用していなくても、トイレ・休憩施設・営業施設に限り、一般道側から利用できる（ウォークインゲート）。
- 下り線（8台駐車可能）
- 上り線（7台駐車可能）

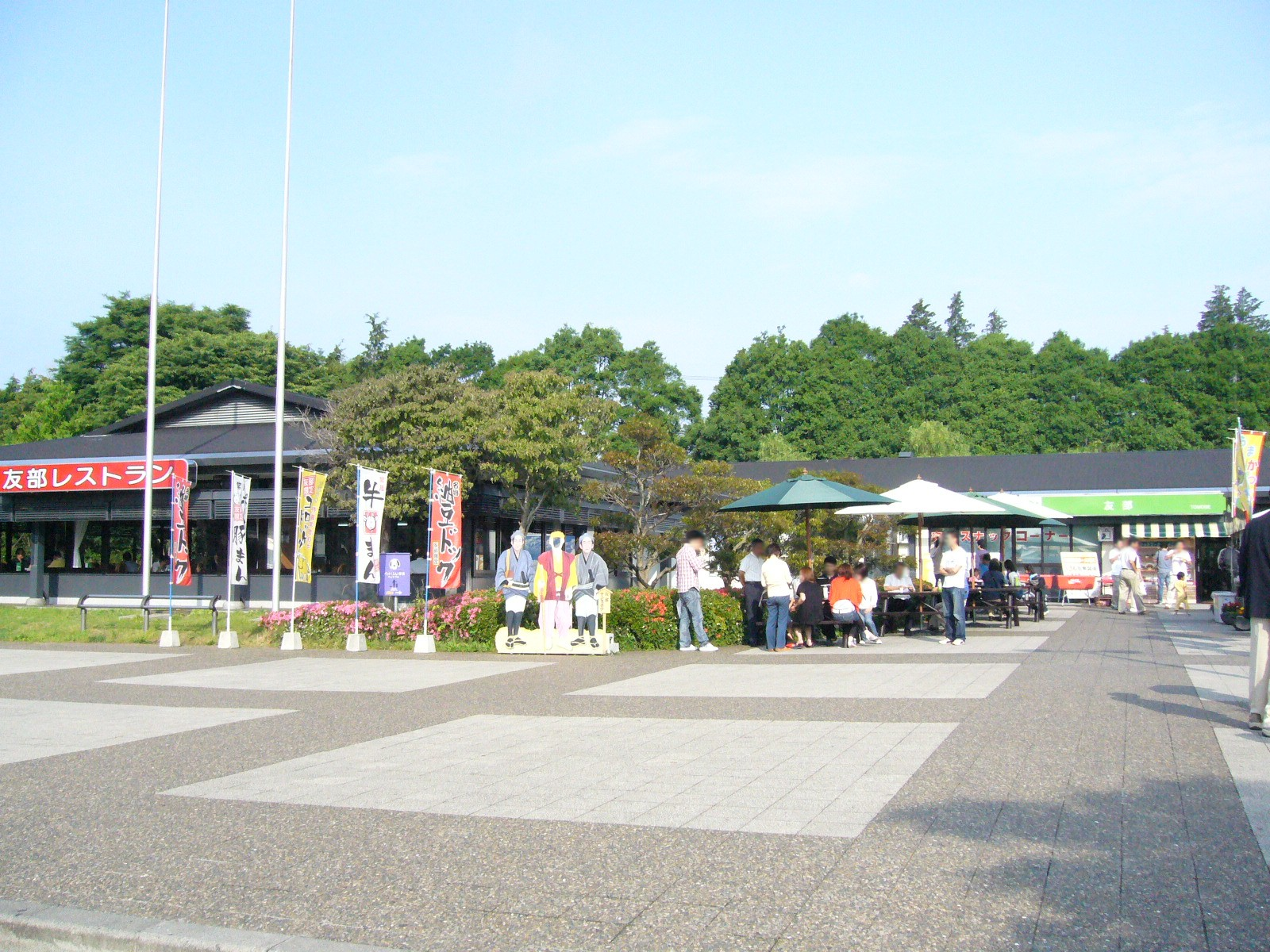
リニューアル前の下り線施設（2007年）
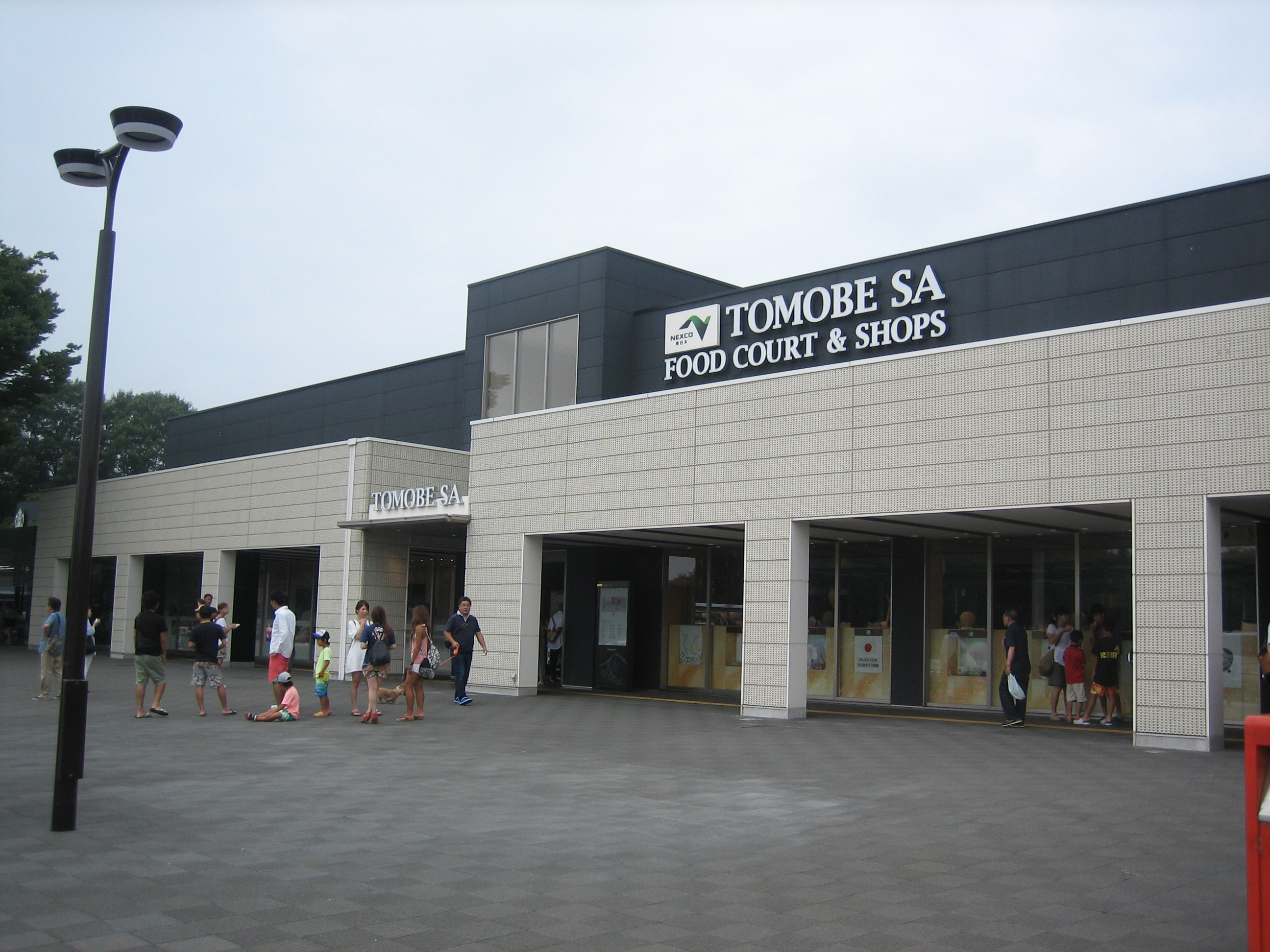
リニューアル後の下り線施設（2014年8月）
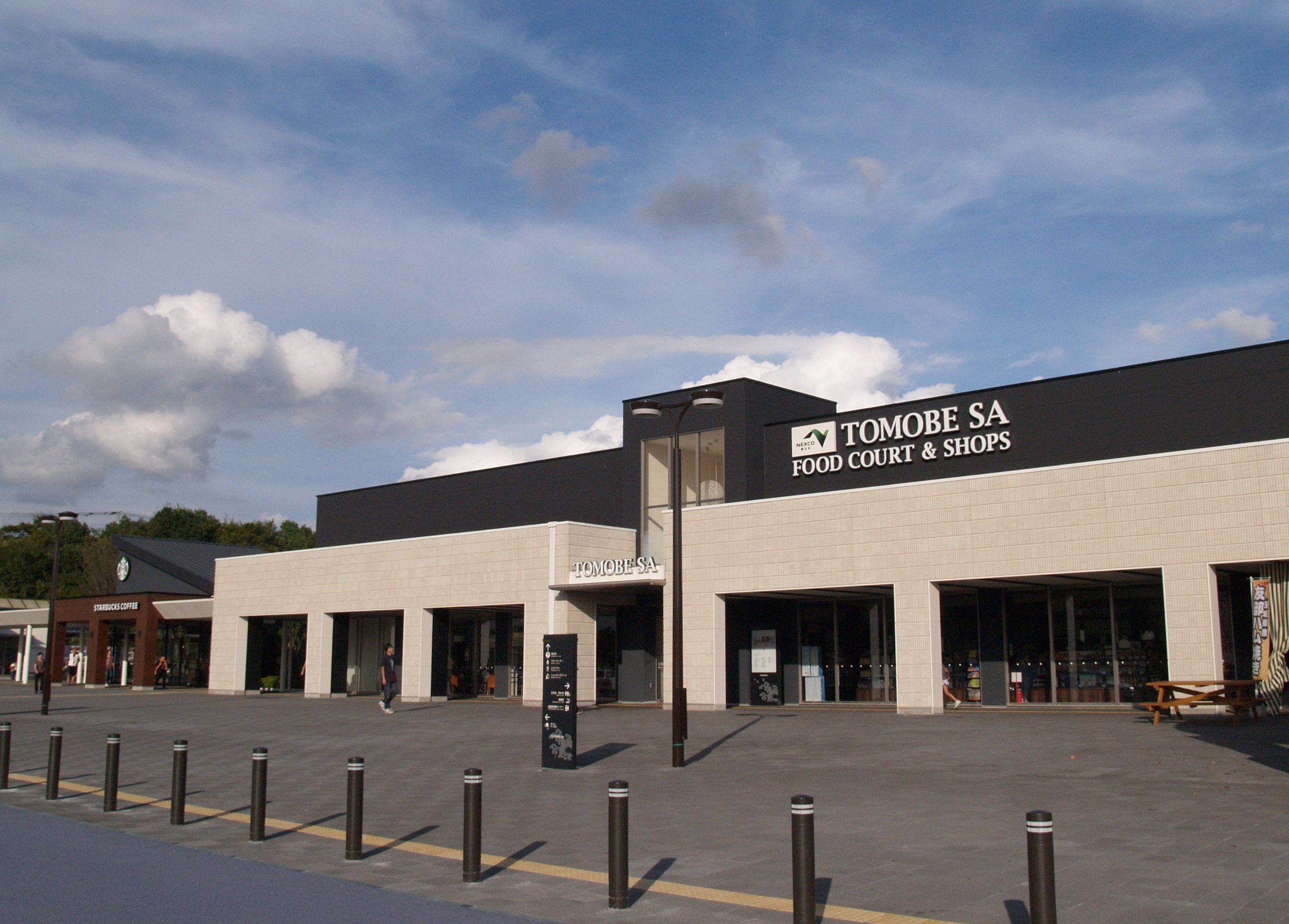
上り線施設（2011年9月）

## 友部SAスマートインターチェンジ
友部SAスマートインターチェンジ（ともべサービスエリアスマートインターチェンジ）は、友部サービスエリア（SA）上に併設されているスマートインターチェンジである。
設置当初は社会実験であったが、その後恒久化が決定した。
- 運用時間：24時間[5]
- 対応車種：ETC車載器を搭載した全車種（全長12.0m以下）[5]
- 利用方向：全方向対応[5]

### 歴史
- 2005年（平成17年）7月1日：当SICの供用を開始[6]。
- 2006年（平成18年）10月1日：当SICの供用を本格導入[7]。

### 接続する道路
- 直接接続
  - E6常磐自動車道(8-1番)
  - 上り線：笠間市道（友）4075号線
  - 下り線：笠間市道（友）4159号線

- 間接接続
  - 県道16号大洗友部線
  - 県道52号石岡城里線

## 隣
E6 常磐自動車道
(8)岩間IC - (8-1)友部SA/SIC - (8-2)友部JCT - (9)水戸IC